# Arthur et Léopold
Vous êtes invité à donner votre avis sur cette page de discussion, de manière argumentée en vous aidant notamment des critères d’admissibilité ou en présentant des sources extérieures et sérieuses.  
Après avoir apposé le modèle {{Admissibilité}} sur une page, suivez les étapes expliquées sur Wikipédia:Débat d'admissibilité/Aide :
| 1. | Créez la page de débat d'admissibilité.                                                                      | Sauvegardez d’abord la page pour l’initialiser puis indiquez votre motivation.           |
| 2. | Important : ajoutez une entrée dans la section Débat d'admissibilité du jour.                                | Utilisez ce texte : *{{L\|Arthur et Léopold}}                                            |
| 3. | Pensez à informer les contributeurs principaux de la page et les projets associés lorsque cela est possible. | Utilisez ce texte : {{subst:Avertissement débat d'admissibilité\|Arthur et Léopold}}~~~~ |

Arthur et Léopold est une série de bande dessinée belge humoristique de Raoul Cauvin au scénario et Eddy Ryssack au dessin.

## Synopsis
Arthur et Léopold sont deux puces qui passent leur vie sur des chiens qui leur servent de moyen de transport ou de logement. 
La série se démarque par son style extrémement épuré, à part les chiens, mettant ainsi en scène deux puces que l'on ne voit jamais, apparaissant à peine comme deux point noirs, et qui dialoguent ou font des commentaires sur toutes sortes d'événements.

## Historique
Se présentant sous forme de gags ou récits volontairement minimalistes tant dans leur longueur que dans leur exécution, Arthur et Léopold fait partie des premières oeuvres créées par Raoul Cauvin, alors jeune scénariste débutant, avec le dessinateur Eddy Ryssack, alors récemment devenu cadre supérieur aux Editions Dupuis. Elle fait partie des quatre séries que Cauvin lancera en 1968. 

## Personnages
- Arthur est une puce.
- Léopold est aussi une puce.

## Publication

### Revues
La série a été publiée régulièrement dans le journal Spirou entre 1968 et 1969. La série apparaitra ainsi dans 15 numéros de Spirou en 1968 et 22 en 1969.

### Albums
La série n'a jamais été publiée en album sous son nom. Des planches sont cependant publiées dans :
- Raoul Cauvin Les Duos de Cauvin, Éditions Dupuis, 2006, 82 pages (ISBN 2930196696)